# (248993) Jonava
(248993) Jonava ist ein Asteroid des inneren Hauptgürtels, der von den litauischen Astronomen Kazimieras Černis und Justas Zdanavičius am 14. April 2007 am Astronomischen Observatorium Molėtai im nordostlitauischen Molėtai im Bezirk Utena (IAU-Code 152) entdeckt wurde.
Der mittlere Durchmesser des Asteroiden wurde grob mit 2,514 (±0,341) km berechnet, die Albedo mit 0,077 (±0,035).
(248993) Jonava wurde am 16. März 2014 nach der litauischen Stadt Jonava benannt.